# Lilâ Gürmen
Lilâ Nil Gürmen (* 19. Februar 1966 in Ankara) ist eine türkischstämmige Schauspielerin und Synchronsprecherin. Sie lebt seit 1985 in Wien.

## Biografie
Lilâ Gürmen zog 1969 mit ihren Eltern und ihrer Schwester von Istanbul nach Deutschland. Ihr Vater war Generaldirektor der türkischen Akbank und die Mutter Journalistin. Nach zahlreichen Umzügen (Radolfzell, Herford, Norderney, Norden) besuchte Gürmen in Wien die Schauspielschule und lebt bis heute dort.

## Filmografie
- 1986: Spektakel
- 1989: Eine Frau für Alfi
- 1994: Zigeunerleben
- 1995: Der Tourist
- 1996: Hannah
- 1997: Ein idealer Kandidat (Fernsehreihe, 4 Folgen)
- 2000: Kommissar Rex
- 2000: Tatort
- 2000: Marienhof (Fernsehreihe, 7 Folgen)
- 2003: Unser Charly (Fernsehreihe, Folge 8x10)
- 2003: Familie gesucht
- 2003: Corps in the Bathroom
- 2004: Eva Zacharias
- 2005: Schlosshotel Orth (Fernsehreihe, Folge 9x08)
- 2005: Liebe hat Flügel
- 2005: Lindenstraße (Fernsehreihe, Folge 1x1026)
- 2006: Alles Atze
- 2009: Sturm der Liebe (Fernsehserie, 69 Folgen)
- 2011: Die Gang von Izmir (İzmir çetesi, Fernsehserie)
- 2011–2012: Die Flucht (Firar, Fernsehserie, 35 Folgen)
- 2012–2015: Karadayi (Fernsehreihe, 108 Folgen)
- 2014: Die Freischwimmerin
- 2015: Meine fremde Frau
- 2016: Tight Dress
- 2017: Geçmis
- 2017: Kreuzberg
- 2018: The Disenchanted
- 2019: Who killed Lady Winsley
- 2020: Bir Yalnizlik Sarkisi
- 2020: Zemheri (Fernsehserie, 9 Folgen)
- 2021: Road of Dreams
- 2021: Lost
- 2022: Goodnight Soldier
- 2022: Hilal, Feza and Other Planets
- 2023: 3 Frauen 1 Streik
- 2023: Çöp Adam (Fernsehserie, 20 Folgen)
- 2023: Der Schneider (Terzi, Fernsehserie, 19 Folgen)
- 2023: The Turkish Dedektive (Fernsehserie, 4 Folgen)
- 2023: Afloat
- 2023: Aşk Mevsimi